# Lophosia costalis
Lophosia costalis là một loài ruồi trong họ Tachinidae.